# Ronny Teuber
Ronny Teuber (ur. 1 września 1965 w Berlinie) – niemiecki piłkarz i trener występujący na pozycji bramkarza.

## Kariera

### Jako piłkarz
Zaczynał karierę w 1984 roku w lidze NRD, w barwach Hansy Rostock. Później grał w barwach Union Berlin skąd w 1986 roku trafił do Dynama Drezno. Pozbawił on tam miejsca w składzie Bernda Jakubowskiego. Właśnie w Dreźnie osiągał największe sukcesy m.in. w 1989 roku dochodząc wraz z klubem do półfinału Pucharu Europy. Miejsce w składzie Dynama stracił na rzecz René Müllera. W 1993 roku trafił do Borussii Dortmund, by przez dwa lata występować w drużynie amatorskiej tego klubu. Później grał w FC Gütersloh, by w 1997 trafić do SpVgg Greuther Fürth. Na rok przeniósł się do 1. FC Köln i powrócił do Greuther Fürth. Tam też zakończył karierę piłkarską w 2002 roku.
W swojej karierze rozegrał 1 mecz w reprezentacji NRD.

### Jako trener
W 2004 zaczął współpracować z Thomasem Dollem w Hamburger SV. Po opuszczeniu tego klubu w 2007 roku trafił do Borussii Dortmund.